# Unundeux
Unundeux war ein im nordrhein-westfälischen Hamminkeln beheimatetes Musiklabel. Es war vor allem auf extreme Spielarten von Heavy Metal spezialisiert.

## Geschichte
Gegründet wurde das Musiklabel 2009 von Martin Freund und Christof Kather von der Band Japanische Kampfhörspiele, die damit vorrangig eine Veröffentlichungsplattform für ihre eigene Gruppe schaffen wollten. Bereits der zweite Tonträger war jedoch IV von Eisenvater, kurz zuvor Partner bei einer Split. Zu den später veröffentlichten Bands kam der Kontakt entweder über früher gemeinsam gespielte Konzerte oder die Kompilation A Tribute to Japanische Kampfhörspiele zustande.
Zu den geschäftlichen Aspekten berichtete Labelgründer Christof Kather, dass die Bands die Kosten für Produktion, Vervielfältigung und Promotion selbst tragen mussten, im Gegenzug aber auch den „allergrößten Teil der Einnahmen“ erhielten. Die tatsächliche Leistung des Labels für die Bands bestünde insbesondere in einer „gute(n) Vertriebsanbindung, die dafür sorgt, dass ihre Werke auch in den Zeitschriften und Läden auftauchen“. Vertriebspartner waren Season of Mist und Cargo Records.
Am 25. November 2018 gab das Label die Einstellung des Geschäftsbetriebs bekannt.

## Veröffentlichungen (Auszug)
| Band                      | Titel                                  | Jahr | Genre                 |
| ------------------------- | -------------------------------------- | ---- | --------------------- |
| Japanische Kampfhörspiele | Luxusvernichtung                       | 2009 | Deathgrind            |
| Eisenvater                | IV                                     | 2009 | Sludge                |
| Japanische Kampfhörspiele | Bilder fressen Strom                   | 2010 | Deathgrind            |
| Jack Slater               | Extinction Aftermath                   | 2010 | Death Metal           |
| Japanische Kampfhörspiele | Kaputte nackte Affen                   | 2011 | Deathgrind            |
|                           | A Tribute to Japanische Kampfhörspiele | 2011 | Sampler               |
| Phobiatic                 | An Act of Atrocity                     | 2012 | Technical Death Metal |
| 100000 Tonnen Kruppstahl  | Bionic Testmensch                      | 2013 | Grindcore             |
| Japanische Kampfhörspiele | Welt ohne Werbung                      | 2014 | Deathgrind            |
| Beehoover                 | Primitive Powers                       | 2016 | Stoner Doom           |